# Phyllonycteris
Phyllonycteris (Gundlach, 1860) è un genere di pipistrelli della famiglia dei Fillostomidi.

## Descrizione

### Dimensioni
Al genere Phyllonycteris appartengono pipistrelli di piccole dimensioni, con lunghezza della testa e del corpo tra 64 e 83 mm, la lunghezza dell'avambraccio tra 43 e 50 mm, la lunghezza della coda tra 7 e 12 mm e un peso fino a 21,1 g.

### Caratteristiche craniche e dentarie
Il cranio ha il rostro lungo e la scatola cranica relativamente bassa. Nella specie P.aphylla la sua superficie interna è insolitamente attraversata da un solco longitudinale, caratteristica questa unica tra i Mammiferi. Le arcate zigomatiche sono incomplete. La bolla timpanica è grande. Gli incisivi superiori sono piccoli e disposti in una fila continua, separati dai canini da uno spazio relativamente ampio. I canini sono semplici. senza cuspidi secondarie. Il primo premolare superiore è ridotto. I molari superiori sono più lunghi che larghi. Quelli inferiori hanno la corona piatta, con la porzione centrale distintamente concava.
Sono caratterizzati dalla seguente formula dentaria:

### Aspetto
La pelliccia è generalmente setosa e produce in certe situazioni dei riflessi argentati. Il muso è lungo e sottile, la lingua è estensibile e fornita all'estremità di papille setolose. La foglia nasale è rudimentale, mentre le orecchie sono grandi e separate. Il labbro inferiore è visibilmente diviso longitudinalmente. La coda è corta e si estende oltre l'uropatagio, il quale è ridotto ad una sottile membrana lungo la parte interna degli arti inferiori. Sono privi del calcar.

## Distribuzione
Il genere è diffuso nei Caraibi.

## Tassonomia
Il genere comprende 3 specie.
- Sottogenere Phyllonycteris
  - Phyllonycteris major †
  - Phyllonycteris poeyi
- Sottogenere Reithronycteris
  - Phyllonycteris aphylla